# Bembidion schueppelii
Bembidion schueppelii es una especie de escarabajo del género Bembidion, tribu Bembidiini, familia Carabidae. Fue descrita científicamente por Dejean en 1831.
Se distribuye por Chequia (regiones de Bohemia y Moravia) y Eslovaquia.